# Ispaster
Ispaster en basque ou Ispáster en espagnol est une commune de Biscaye dans la communauté autonome du Pays basque en Espagne.
Le nom officiel de la ville est Ispaster.

## Toponymie
Juan Antonio Moguel dans son œuvre Peru Abarca, écrite en 1802 et publiée en 1881 a peut-être été le premier à indiquer que le mot basque itsaso (« mer » en basque), apparaît généralement en composition en formant des toponymes descriptifs uniquement avec la syllabe i ou iz. Parmi les exemples de toponymes côtiers basques avec la racine i ou iz, que Moguel a proposés, on trouve précisément celui d'Ispaster, toponyme qui est traduit par coin de mer, de cette racine i(t)as) (mer) et bazter (coin, peut aussi signifier bord). D'autres philologues postérieurs ont voulu voir dans cette racine i ou iz, un terme archaïque qui signifiait eau. Preuve en est l'existence dans le basque de mots comme izotz (glace) ou izerdi (sueur), que si iz signifiait eau on pourrait le traduire littéralement comme eau froide ou eau moyenne.
La situation géographique d'Ispaster ne rend pas insensée une signification étymologique de type coin près de la mer ou le coin avec l'eau. Ispaster est une localité côtière, mais la côte est draguée et d'accès difficile, ce pourquoi localité a traditionnellement vécu de dos à la mer.
La différence entre le nom castillan et basque du village est que le premier a un tilde et le deuxième non, puisque dans les règles orthographiques modernes du basque (euskara) on n'utilise plus les tildes. Les deux noms se prononcent de la même façon.
Le gentilé formel est ispastertarra, bien que de manière coloquiale, on les appelle ispastarras.

## Géographie
Sur la côte cantabrique, apparaît la calanche d'Ogeia, formée par des roches la plus grande partie du temps, bien que parfois la mer dépose du sable en elle. Bien que manquant d'un accès confortable à la mer, sa localisation lui permet de profiter des terres fertiles d'une dépression karstique. Cette caractéristique géologique a donné lieu, surtout dans le sud, à la formation d'un paysage parsemé de collines, grottes et cimes.
Bien que son Elexalde se trouve dans une plaine dans la partie centrale de son territoire municipal, le reste de la population est installée dans des quartiers de fermes de dispersés. Ispaster est proche, entourée, des sommets de l'Otoyo (396 m) et de l'Arterreta (251 m).
Sa difficulté pour accéder à la mer a favorisé son orientation vers les activités agricoles.

### Quartiers
Les quartiers de Ispaster sont: Arropain, Barainka, Elexalde, Solarte-Gallete, Kurtziaga, Gardata-Artika, Kortazar, Larrinaga, Mendazoa et Soloaran.

## Histoire

### Préhistoire
Les traces de peuplements plus anciens ont été trouvées dans les gisements de Kobeaga I et Kobeaga II (Barainka), grotte d'Urtiaga (sans excaver) et de Jentilkoba d'Iperratx (Solarte) et d'Otoioko Jentilkoba (Artika). Les plus importantes sont les deux premières citées : Kobeaga II costitue les premières preuves de peuplement d'Ispaster. Il s'agit d'une installation de pêcheurs  mésolithiques, datant d'environ 3 500 a. J.C, juste avant le début le Néolithique.
À Kobeaga I on a trouvé d'abondants objets d'ornementation en os et restes de céramiques qui incluent des fragments de verre en cloche. La chronologie est problématique, s'agissant probablement d'une nécropole de l'âge du bronze.

### Moyen Âge
La première mention d'Ispaster dans l'histoire n'aura pas lieu avant 1334, dans un ordre dicté par le Roi  Alfonse XI pour qu'on restitue à l'église de Lekeitio la dîme des gentilshommes d'Amoroto, Ispaster, Gardata et Asumendi. Ispaster, organisée comme elizate, aura des procès fréquents avec la ville voisine de Lekeitio, une chose parfaitement incurable dans le conflit général entre villes et des Tierra Llana qui a affecté la totalité du territoire biscaïen.
Toutefois, le grand conflit qui a mis sous tension la vie de la seigneurie pendant cette période n'a été autre que celle des luttes banderizas (Guerre des bandes) entre Oñaciens et Gamboins. Cela a été un conflit de longue durée (deux siècles) et d'une extrême dureté dans lequel Ispaster a pris parti du côté Oñacien, dont la tête au niveau local était la lignée des Adán de Yarza, seigneurs de Zubieta.
La fin de cette période de convulsions a marqué l'offensive contre les "banderizos" entamée par le roi  Henri IV autour de l'année 1457 et conclue par les Rois Catholiques vers 1492.

### Ère moderne et contemporaine
L'étude de la population à l'ère Moderne et Contemporaine nous offre un panorama d'alternance entre des périodes de croissance et de recul, ces derniers marqués par l'incidence des mauvaises  récoltes, les  épidémies et la Guerre. La croissance  démographique ne sera pas stable jusqu'au XXe siècle.
Ispaster était une elizate dont les habitants se consacraient principalement à l'agriculture, au bétail et, dans une moindre mesure, à la pêche (celle-ci, liée à ville de Lekeitio). L'introduction de la culture du maïs dans les premières décennies a été d'une importance transcendantale, comme elle l'a été pour le reste du territoire, du XVIIe siècle (les premières informations de sa culture à Ispaster datent de 1614).
Par rapport à ce développement de la culture du maïs, on doit mentionner l'essor de la minoterie, Ispaster arrivant à compter quatre moulins en 1630. En outre, dans des terrains de l'elizate, a construit dans le siècle suivant quelques  moulins à vent répartis dans la seigneurie de Biscaye/Bizkaia : le moulin d'Aixeder, construit entre 1728 et 1729, encore visible.

## Actualité
Dans le présent, Ispaster maintient une physionomie qui est l'héritage direct de la vocation agricole qui l'a caractérisée pendant des siècles. L'incidence de l'activité industrielle s'est sentie dans l'apparition d'entreprises comme Onduvisa et la coopérative Lealde. Le tourisme, finalement, vient offrir une nouvelle forme d'exploitation des ressources naturelles riches dont dispose la commune.

## Patrimoine

### Patrimoine civil
Parmi les monuments, on peut citer : 
- Grottes
- Ferm Aixpe Aurrokoa
- Moulin Aixeder
- Palais Araignée
- Palais Zubieta
- Casa Consistorial ou mairie

### Patrimoine religieux
- Église de San Miguel
- Ermitage de San Martin
- Ermitage Santiago

### Sources
- (es) Cet article est partiellement ou en totalité issu de l’article de Wikipédia en espagnol intitulé « Ispáster » (voir la liste des auteurs).